# Hexanchus
Hexanchus è un genere di squali di acque profonde della famiglia degli Esanchidi. Questi squali sono caratterizzati da larghe teste appuntite, sei paia di fessure branchiali, denti inferiori a foggia di pettine e lunghe code. Possono misurare 4,85 m di lunghezza e pesare più di 600 kg.

## Tassonomia
- Hexanchus griseus (Bonnaterre, 1788) - Notidano grigio
- Hexanchus nakamurai (Teng, 1962) - Notidano occhiogrosso
- Hexanchus vitulus (Daly-Engel, 2018) - Squalo sei branchie dell'Atlantico

Oltre a queste 3 specie viventi sono classificate anche altre specie fossili.

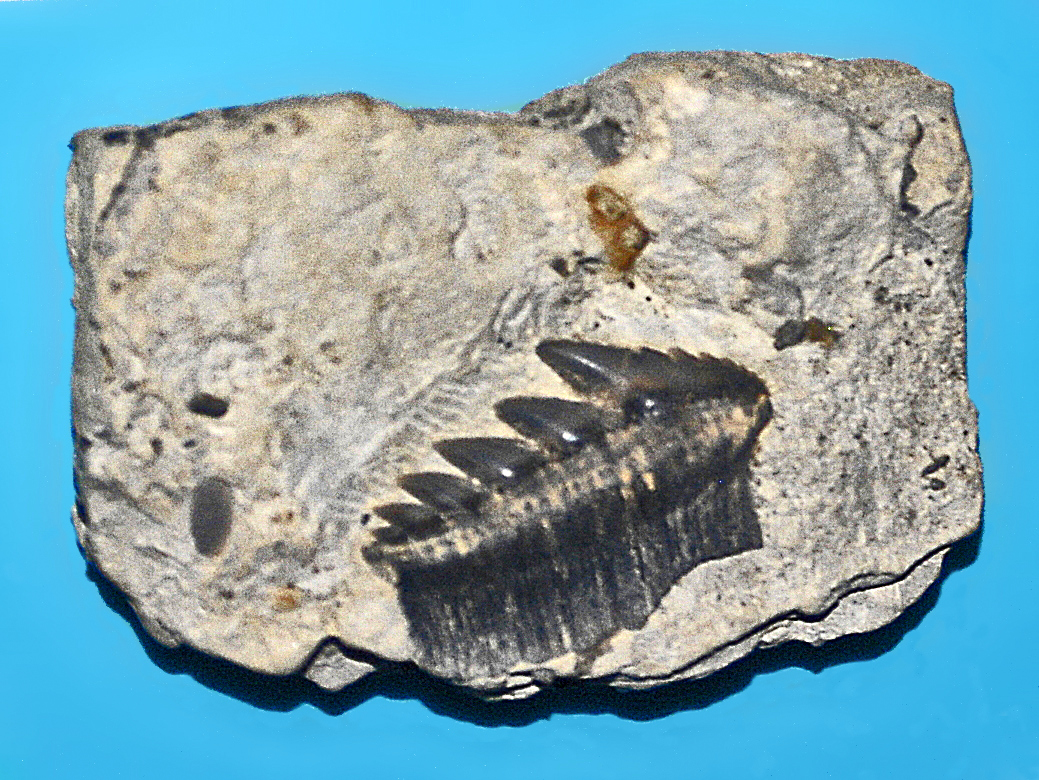
Denti fossili di Hexanchus andersoni dal Giurassico

- Hexanchus agassizi (Cappetta, 1976)
- Hexanchus andersoni (Jordan, 1907)
- Hexanchus arzoensis (Debeaumont, 1960)
- Hexanchus casieri (Kozlov, 1999)
- Hexanchus collinsonae (Ward, 1979)
- Hexanchus gracilis (Davis, 1887)
- Hexanchus hookeri (Ward, 1979)
- Hexanchus microdon (Agassiz, 1843)
- Hexanchus tusbairicus (Kozlov in Zhelezko & Kozlov, 1999)